# The Fall of Babylon
The Fall of Babylon é um filme mudo norte-americano de 1919, do gênero drama, escrito, dirigido e produzido por D. W. Griffith e estrelado por Constance Talmadge, Alfred Paget e Seena Owen.